# Збирка породице Тартаља
Збирка породице Тартаља обухвата предмете, књиге и архивски материјал из заоставштина књижевника Гвида Тартаље, сликара Марина Тартаље и професора Иве Тартаље. Налази се у Удружењу за културу, уметност и међународну сарадњу „Адлигат”, а званично је формирана 2018. године потписивањем уговора о поклону са Ивом Тартаљом, који је и у претходним годинама често Удружењу, а пре тога и Библиотеци Лазић, поклањао вредне материјале из своје и очеве архиве. 
Збирка је доступна јавности у оквиру Музеја српске књижевности на Бањици. 

## О породици Тартаља
Породица Тартаља (сх. Tartaglia, итал. tartagliare: муцати, тепати) уважена је и стара сплитска аристократска породица која је дала низ познатих и по заслугама значајних особа у јавним, политичким, војним, културним и црквеним пословима. Родоначелником породице сматра се племић Андрија Михације који се помиње у изворима из 13. века. Изворно презиме породице забележено у 15. веку било је Јаковлић, потом је промењено у Тарталић, а напослетку у Тартаља, како се записује од 16. века. Породица носи титулу грофова (итал. Conte Veneto) од 1444. године и данас је једна од последњих грофовских породица на Балкану.
Гвидо Тартаља (1899 – 1984) био је књижевник, песник и преводилац, по струци правник, чувен по својим књигама за децу. Његов рођени брат, Марино Тартаља (1894 – 1984) био је сликар и ликовни педагог, дугогодишњи професор на Академији ликовних умјетности у Загребу. Иво Тартаља (1930), Гвидов син, теоретичар је и историчар књижевности, а био је професор Филолошког факултета Универзитета у Београду до пензионисања 1995. године.

## О збирци
Професор Иво Тартаља, почасни члан оснивач Удружења „Адлигат”, у више је наврата поклањао Удружењу вредне предмете, књиге и материјале из своје, али и породичне архиве и библиотеке. Поклони су формализовани 2018. године, потписивањем уговора којим је званично формирана Збирка породице Тартаља. Збирку сачињава више стотина књига, периодике и архивског материјала, као и бројни рукописи, писма и белешке. Између осталог, део збирке је и рукопис романа „Бетон и свици” Оскара Давича, са белешкама Гвида Тартаље који је био уредник издања, затим рукопис песме Војислава Илића Млађег гувернеру Народне банке Србије, у којој је Гвидо Тартаља једно време радио, те је тако писмо завршило у његовој архиви, потом рукописи Тина Ујевића, писма Милоша Црњанског, књига са белешкама Богдана Поповића и бројни други значајни архивски материјали.
Један део аутобиографских бележака Гвида Тартаље, заједно са писмима које му је слао Црњански, Удружење је штампало у оквиру књиге „Преписка са Црњанским; Аутобиографске белешке: из збирке породице Тартаља" (2018).

## Фото-галерија
- Писаћа машина Гвида Тартаље, са ћириличним и латиничним распоредом слова.
- Рукопис романа „Бетон и свици” Оскара Давича, са белешкама Гвида Тартаље који је био уредник издања
- Рукопис Гвида Тартаље о роману „Бетон и свици”
- Писма Милоша Црњанског из преписке са Гвидом
- Рукопис Тина Ујевића који је саставио у једном од дружења са Гвидом, исписан екавицом и ћирилицом.
- Рукопис песме Војислава Илића Млађег гувернеру Народне банке Србије, о запослењу сина
- „Увод у реторику" Вилијама Б. Кернса са исписаним белешкама Богдана Поповића